# پیتر گروسز
پیتر گروسز (انگلیسی: Peter Grosz؛ زادهٔ ۱۱ ژانویهٔ ۱۹۷۴) نویسنده، بازیگر، بازیگر تلویزیون، فیلم‌نامه‌نویس و تهیه‌کننده تلویزیونی اهل ایالات متحده آمریکا است.
وی همچنین برندهٔ جوایزی همچون جوایز امی ساعات پربیننده شده‌است.